# Halden
Halden (dal 1665 al 1928 Fredrikshald) è un comune e una città situata nella contea di Østfold, in Norvegia. Ha ricevuto lo status di città nel 1665. Nel suo territorio è presente il Carcere di Halden (in norvegese Halden fengsel).

## Geografia fisica
Il territorio del comune di Halden è situato nell'estremità sudorientale del paese al confine con la Svezia ed è bagnato dallo Iddefjord che lo collega allo Skagerrak, un tratto di Mare del Nord tra Norvegia, Svezia e Danimarca.
Il centro abitato di Halden si trova in corrispondenza della foce del fiume Tista nell'Iddefjord.
La parte più settentrionale del comune è pianeggiante, ad occidente alcuni rilievi danno luogo a diversi laghi, il principale è il Femsjøen. I due fiumi Tista e Steinselva fanno parte del sistema fluviale Haldenvassdraget caratterizzato da numerosi canali e chiuse. 
Oltre ad Halden gli altri due centri abitati principali sono Sponvika situata al termine dell'Iddefjord e Isebakke situata più all'interno del fiordo.

## Storia
Il villaggio di Halden crebbe nel XVI secolo come porto di partenza del legno verso l'Inghilterra e i Paesi Bassi. Halden acquistò importanza militare quando nel 1658, con la pace di Roskilde, le venne avvicinato il confine svedese. Per aver resistito a vari attacchi degli svedesi, nel 1665 le venne riconosciuto lo status di città, con tutti i suoi privilegi e ribattezzata Fredrikshald in onore del re di Danimarca-Norvegia Federico III.
Nel 1716 i suoi abitanti le dovettero dare fuoco per non lasciarla cadere in mano dell'esercito svedese guidato da re Carlo XII. Due anni dopo lo stesso re morì davanti alla fortezza di Fredriksten nei pressi della città.
La medesima fortezza fu oggetto di due falliti assalti delle truppe svedesi, condotti nell'aprile del 1808 dal generale Gustaf Mauritz Armfelt, agl'inizi della guerra danese-svedese del 1808-1809.
Tra il 1814 e il 1905 Fredrikshald fu un importante centro commerciale tra Norvegia e Svezia. Nel 1815 venne fondata la prima industria meccanizzata norvegese a cui seguirono molte altre portando prosperità nella zona. Dopo l'indipendenza norvegese dalla Svezia l'area venne smilitarizzata e perse man mano tutta la sua importanza strategica.
Nel 1928 riacquistò l'antico nome di Halden. Negli ultimi vent'anni la città ha sofferto di una crisi politica ed economica che non ha ancora trovato soluzione.

## Monumenti e luoghi di interesse
Il centro abitato originario è situato sulla sponda meridionale del fiume Tista dove ancora oggi si trovano gran parte degli edifici più antichi, la parte più residenziale si è poi sviluppata sulla sponda settentrionale, tre ponti collegano le due parti della città.
- Sulla città domina la fortezza di Fredriksten del XVIII secolo

- Immanuels kirke terminata nel 1833 fu progettata dall'architetto Christian Heinrich Grosch, è una delle principali chiese in stile impero del paese.